# Bánovce nad Ondavou
Bánovce nad Ondavou (bis 1927 „Bánovce“; ungarisch Bánóc) ist eine Gemeinde im Osten der Slowakei mit 701 Einwohnern (Stand 31. Dezember 2024), die zum Okres Michalovce, einem Teil des Košický kraj, gehört und in der traditionellen Landschaft Zemplín liegt.

## Geographie
Die Gemeinde befindet sich inmitten des Ostslowakischen Tieflands am südwestlichen Rand des Hügellands Pozdišovská pahorkatina. Die Ondava fließt an der Westgrenze des Gemeindegebiets. Das Ortszentrum liegt auf einer Höhe von 110 m n.m. und ist zwölf Kilometer von Michalovce entfernt.
Nachbargemeinden sind Trhovište im Norden, Laškovce im Nordosten, Žbince im Osten, Ložín im Süden, kurz Bracovce und Trebišov im Südwesten und Horovce im Westen.

## Geschichte
Der Ort wurde zum ersten Mal 1329 in einer Urkunde des Erlauer Kapitels schriftlich erwähnt; ein aus dem Jahre 1342 überlieferter Name ist Banoch. Bánovce schließt an eine ältere Siedlung namens Kupona an, die direkt an der Ondava lag. Am heutigen Standort befand sich wahrscheinlich ein Meierhof, die Bevölkerung zog jedoch hier um, da der Fluss immer wieder Schaden anrichtete. Zuerst war das Dorf Besitz des Geschlechts Suty, nach 1405 Isépy, Cseley und Doby sowie Lobkovicz im 20. Jahrhundert.
1787 hatte die Ortschaft 80 Häuser und 687 Einwohner, 1828 zählte man 106 Häuser und 798 Einwohner, die von Landwirtschaft und Gemüseanbau lebten.
Bis 1918/1919 gehörte der im Komitat Semplin liegende Ort zum Königreich Ungarn und kam danach zur Tschechoslowakei beziehungsweise heute Slowakei.

## Bevölkerung
| Jahr                | 1994 | 2004 | 2014    | 2024    |
| ------------------- | ---- | ---- | ------- | ------- |
| Anzahl der Personen | 754  | 754  | 726     | 701     |
| Unterschied         |      | +0 % | −3,71 % | −3,44 % |

| Jahr                | 2023 | 2024    |
| ------------------- | ---- | ------- |
| Anzahl der Personen | 705  | 701     |
| Unterschied         |      | −0,56 % |

Nach der Volkszählung 2011 wohnten in Bánovce nad Ondavou 706 Einwohner, davon 669 Slowaken, drei Tschechen, zwei Magyaren und ein Ukrainer. 31 Einwohner machten diesbezüglich keine Angabe. 369 Einwohner bekannten sich zur römisch-katholischen Kirche, 131 Einwohner zur reformierten Kirche, 65 Einwohner zur griechisch-katholischen Kirche, 49 Einwohner zur evangelischen Kirche A. B., zwölf Einwohner zur orthodoxen Kirche und zwei Einwohner zu den Zeugen Jehovas. 35 Einwohner waren konfessionslos und bei 43 Einwohnern wurde die Konfession nicht ermittelt.

## Bauwerke
- reformierte Kirche im neoklassizistischen Stil aus dem Jahr 1867, an der Stelle der alten Kirche aus dem Jahr 1610 erbaut
- römisch-katholische Kirche aus dem Jahr 1998, die baulich eine ältere achteckige Kapelle der Familie Lehotský beinhaltet. Nahe der Kirche steht ein viereckiger Holzglockenturm

## Söhne und Töchter der Gemeinde
- Pavol Horov (1914–1975), slowakischer Dichter des Surrealismus, ihm ist im Ort ein kleines Literaturmuseum gewidmet